# Житницы (Великолукский район)
Житницы — деревня в Великолукском районе Псковской области России. Входит в состав сельского поселения «Черпесская волость».
Расположена на севере района, в 45 км (или в 78 км  по дорогам) к северу от райцентра Великие Луки и в 11 км к северо-востоку от волостного центра, деревни Черпесса.

## Население
Численность населения деревни по состоянию на 2000 год составила 14 жителей, на 2010 год — 6 жителей.